# Basant Hemida
Basant Abdelsalam Hemida, talvolta accreditata come Basant Mohamed Awad o Bassant Hemida (28 settembre 1996), è una velocista egiziana.

## Palmarès
| Anno | Manifestazione                  | Sede        | Evento      | Risultato  | Prestazione | Note                                              |
| ---- | ------------------------------- | ----------- | ----------- | ---------- | ----------- | ------------------------------------------------- |
| 2012 | Campionati arabi U20            | Amman       | 100 m piani | Argento    | 12"12       |                                                   |
| 2012 | Campionati arabi U20            | Amman       | 200 m piani | Oro        | 24"95       |                                                   |
| 2013 | Campionati arabi U18            | Il Cairo    | 100 m piani | Oro        | 12"26       |                                                   |
| 2013 | Campionati arabi U18            | Il Cairo    | 200 m piani | Argento    | 24"71       |                                                   |
| 2013 | Campionati arabi U18            | Il Cairo    | Staffetta   | Argento    | 2'23"85     |                                                   |
| 2014 | Campionati arabi U20            | Il Cairo    | 100 m piani | Oro        | 12"13       |                                                   |
| 2014 | Campionati arabi U20            | Il Cairo    | 200 m piani | Argento    | 25"21       |                                                   |
| 2015 | Campionati africani U20         | Addis Abeba | 100 m piani | 6ª         | 12"50       |                                                   |
| 2015 | Campionati africani U20         | Addis Abeba | 200 m piani | dq         | dq          |                                                   |
| 2016 | Campionati del Mediterraneo U23 | Tunisi      | 100 m piani | 4ª         | 11"72       |                                                   |
| 2016 | Campionati del Mediterraneo U23 | Tunisi      | 200 m piani | Argento    | 23"64       |                                                   |
| 2018 | Campionati del Mediterraneo U23 | Jesolo      | 100 m piani | Bronzo     | 11"62       |                                                   |
| 2018 | Campionati del Mediterraneo U23 | Jesolo      | 200 m piani | Argento    | 23"89       |                                                   |
| 2018 | Campionati africani             | Asaba       | 100 m piani | Semifinale | 11"86       |                                                   |
| 2018 | Giochi del Mediterraneo         | Tarragona   | 200 m piani | 6ª         | 23"47       | Miglior prestazione personale                     |
| 2019 | Universiadi                     | Napoli      | 100 m piani | 7ª         | 11"53       |                                                   |
| 2019 | Giochi panafricani              | Rabat       | 100 m piani | Bronzo     | 11"31       | Record nazionale                                  |
| 2019 | Giochi panafricani              | Rabat       | 200 m piani | Argento    | 22"89       |                                                   |
| 2019 | Mondiali                        | Doha        | 200 m piani | Semifinale | 22"92       |                                                   |
| 2022 | Mondiali indoor                 | Belgrado    | 60 m piani  | Batteria   | 7"31        | Record nazionale                                  |
| 2022 | Giochi del Mediterraneo         | Orano       | 100 m piani | Oro        | 11"10       | Record dei Giochi                                 |
| 2022 | Giochi del Mediterraneo         | Orano       | 200 m piani | Oro        | 22"47       | Record dei Giochi · Miglior prestazione personale |
| 2024 | Campionati africani             | Douala      | 200 m piani | Semifinale | dns         |                                                   |
| 2025 | Mondiali indoor                 | Nanchino    | 400 m piani | Batteria   | 52"62       |                                                   |